# The Gold Cure (film fra 1919)
The Gold Cure er en amerikansk stumfilm fra 1919 af John H. Collins.

## Medvirkende
- Viola Dana som Annice Paisch
- Jack McGowan som Vance Duncan
- Elsie MacLeod som Edna Lawson
- Howard Hall som Dr. Rodney Paisch
- Fred C. Jones som Robert Cord